# ISO 3166-2:EE
ISO 3166-2:EE — стандарт Международной организации по стандартизации, который определяет геокоды. Является подмножеством стандарта ISO 3166-2, относящимся к Эстонии. Стандарт охватывает 15 уездов Эстонии. Каждый геокод состоит из двух частей: кода Alpha2 по стандарту ISO 3166-1 для Эстонии — EE и дополнительного кода, записанных через дефис. Дополнительный код образован двухсимвольным числом. Геокоды уездов Эстонии являются подмножеством кодов домена верхнего уровня — EE, присвоенного Эстонии в соответствии со стандартами ISO 3166-1.

## Геокоды Эстонии
Геокоды 15 уездов административно-территориального деления Эстонии.
| Геокод | Административная единица | Статус |
| ------ | ------------------------ | ------ |
| EE-82  | Валгамаа                 | уезд   |
| EE-84  | Вильяндимаа              | уезд   |
| EE-86  | Вырумаа                  | уезд   |
| EE-44  | Ида-Вирумаа              | уезд   |
| EE-49  | Йыгевамаа                | уезд   |
| EE-59  | Ляэне-Вирумаа            | уезд   |
| EE-57  | Ляэнемаа                 | уезд   |
| EE-65  | Пылвамаа                 | уезд   |
| EE-67  | Пярнумаа                 | уезд   |
| EE-70  | Рапламаа                 | уезд   |
| EE-74  | Сааремаа                 | уезд   |
| EE-78  | Тартумаа                 | уезд   |
| EE-37  | Харьюмаа                 | уезд   |
| EE-39  | Хийумаа                  | уезд   |
| EE-51  | Ярвамаа                  | уезд   |

## Геокоды пограничных Эстонии государств
- Россия — ISO 3166-2:RU (на востоке),
- Латвия — ISO 3166-2:LV (на юге),
- Финляндия — ISO 3166-2:FI (на севере (морская граница)).